# Nati nel 1923/Febbraio
| Questa pagina contiene informazioni ricavate automaticamente dalle voci biografiche con l'ausilio del template Bio e di un bot. L'aggiornamento è periodico e automatico e ricostruisce completamente la pagina. Se manca una persona in questa lista, sei pregato di non aggiungerla, ma accertati piuttosto che la sua voce biografica contenga il template Bio e che i dati anagrafici siano correttamente compilati. Se il template Bio manca, inseriscilo tu stesso o, in alternativa, metti l'avviso {{tmp\|Bio}} che ne segnala la mancanza. Se i dati riportati sono sbagliati, correggi direttamente la voce biografica; le modifiche saranno visibili in questa lista entro pochi giorni. Per chiarimenti vedi il progetto biografie. La lista contiene solo le 190 persone che sono citate nell'enciclopedia e per le quali è stato implementato correttamente il template Bio. Pagina aggiornata al 10 ago 2025. |

- 1º febbraio - Fortunato Caccamo, militare e carabiniere italiano († 1944)
- 1º febbraio - Piero Lulli, attore italiano († 1991)
- 1º febbraio - Vittorio Naldini, politico e sindacalista italiano († 2015)
- 1º febbraio - Augusto Pedrazza, artista e fumettista italiano († 1994)
- 1º febbraio - Raffaele Rossi, politico italiano († 2010)
- 1º febbraio - Sergio Rossi, imprenditore e dirigente sportivo italiano († 2004)
- 2 febbraio - Renato Bialetti, imprenditore italiano († 2016)
- 2 febbraio - Robert Blanchard, cestista e arbitro di pallacanestro francese († 2016)
- 2 febbraio - James Dickey, scrittore e poeta statunitense († 1997)
- 2 febbraio - Svetozar Gligorić, scacchista e giornalista serbo († 2012)
- 2 febbraio - Bonita Granville, attrice statunitense († 1988)
- 2 febbraio - Carlo Meluccio, pittore e medico italiano († 2021)
- 2 febbraio - Mauro Pennacchio, avvocato e politico italiano († 2017)
- 2 febbraio - Giovanni Rizza, archeologo italiano († 2011)
- 3 febbraio - Jean Babilée, ballerino, coreografo e attore francese († 2014)
- 3 febbraio - Nibbio Bacci, calciatore italiano († 1998)
- 3 febbraio - Françoise Christophe, attrice francese († 2012)
- 3 febbraio - Paul Napolitano, cestista statunitense († 1997)
- 3 febbraio - Anselmo Pucci, politico e sindacalista italiano († 1998)
- 3 febbraio - Giuseppe Ripa, giornalista e poeta italiano († 2005)
- 4 febbraio - Conrad Bain, attore canadese († 2013)
- 4 febbraio - Bonar Bain, attore canadese († 2005)
- 4 febbraio - Belisario Betancur Cuartas, politico colombiano († 2018)
- 4 febbraio - Juan Burgueño, calciatore uruguaiano († 1997)
- 4 febbraio - Guido Capello, calciatore e allenatore di calcio italiano († 2001)
- 4 febbraio - Corrado Pontalti, dirigente sportivo e partigiano italiano († 2016)
- 4 febbraio - Roland Spångberg, pallanuotista svedese († 2011)
- 4 febbraio - Chic Stone, fumettista statunitense († 2000)
- 5 febbraio - Wolfango Dalla Vecchia, compositore, organista e direttore d'orchestra italiano († 1994)
- 5 febbraio - Coulby Gunther, cestista e allenatore di pallacanestro statunitense († 2005)
- 5 febbraio - Agustín Mestres, nuotatore e pallanuotista spagnolo († 1999)
- 5 febbraio - Vladimir Abramovič Rogovoj, regista sovietico († 1983)
- 5 febbraio - Hans Siegenthaler, calciatore svizzero († 2007)
- 5 febbraio - Carlo Vichi, imprenditore e dirigente d'azienda italiano († 2021)
- 6 febbraio - Liliana Benvenuti, partigiana italiana († 2019)
- 6 febbraio - Jaroslav Brožek, pittore e insegnante ceco († 2019)
- 6 febbraio - Maurice Le Roux, direttore d'orchestra, compositore e musicologo francese († 1992)
- 6 febbraio - Gyula Lóránt, allenatore di calcio e calciatore ungherese († 1981)
- 6 febbraio - Alfonso Yuchengco, imprenditore e diplomatico filippino († 2017)
- 7 febbraio - Keefe Brasselle, attore, regista e produttore televisivo statunitense († 1981)
- 7 febbraio - Dora Bryan, attrice britannica († 2014)
- 7 febbraio - George Lascelles, VII conte di Harewood, nobile e direttore artistico britannico († 2011)
- 7 febbraio - Joe Maross, attore statunitense († 2009)
- 7 febbraio - Jiří Pelikán, attivista cecoslovacco († 1999)
- 7 febbraio - Armando Robles Godoy, regista e sceneggiatore peruviano († 2010)
- 7 febbraio - Grigorij Vasil'evič Romanov, politico sovietico († 2008)
- 7 febbraio - Dick Shrider, cestista, allenatore di pallacanestro e dirigente sportivo statunitense († 2014)
- 8 febbraio - Carla Angelini, partigiana italiana († 1995)
- 8 febbraio - Eugenio Cenisio, pittore italiano († 1993)
- 8 febbraio - Choi Yung-keun, calciatore sudcoreano († 1994)
- 8 febbraio - Aleksandr Nikolaevič Efimov, generale e aviatore sovietico († 2012)
- 8 febbraio - Urpo Korhonen, fondista e scrittore finlandese († 2009)
- 8 febbraio - Nebojša Popović, cestista, allenatore di pallacanestro e dirigente sportivo jugoslavo († 2001)
- 8 febbraio - Robert Rietti, attore e regista italiano († 2015)
- 9 febbraio - Brendan Behan, drammaturgo e scrittore irlandese († 1964)
- 9 febbraio - Riccardo Bisogniero, generale italiano († 2018)
- 9 febbraio - Marion Dougherty, casting director statunitense († 2011)
- 9 febbraio - Heinz Drache, attore e doppiatore tedesco († 2002)
- 9 febbraio - André Gorz, filosofo e giornalista francese († 2007)
- 9 febbraio - Tonie Nathan, produttrice televisiva statunitense († 2014)
- 9 febbraio - Chava Rosenfarb, scrittrice, poetessa e drammaturga polacca († 2011)
- 9 febbraio - Norman Edward Shumway, cardiochirurgo statunitense († 2006)
- 10 febbraio - Don Abney, pianista statunitense († 2000)
- 10 febbraio - Chang Cheh, regista cinese († 2002)
- 10 febbraio - Andrea Carlo Corazza, calciatore italiano († 2020)
- 10 febbraio - Franco Evangelisti, politico e dirigente sportivo italiano († 1993)
- 10 febbraio - Theo Fitzau, pilota automobilistico tedesco († 1982)
- 10 febbraio - Ahti Karjalainen, politico finlandese († 1990)
- 10 febbraio - Enzo Modica, politico e giornalista italiano († 1989)
- 10 febbraio - Margherita Moriondo Lenzini, storica dell'arte italiana († 2007)
- 10 febbraio - Roberto Renzi, fumettista, scrittore e giornalista italiano († 2018)
- 10 febbraio - Cesare Siepi, basso italiano († 2010)
- 11 febbraio - Ivo Barbini, politico e partigiano italiano († 2001)
- 11 febbraio - Antony Flew, filosofo britannico († 2010)
- 11 febbraio - Edoardo Martini, militare italiano († 1967)
- 11 febbraio - Mohamed el-Rashidi, cestista egiziano († 2003)
- 12 febbraio - James Chichester-Clark, politico britannico († 2002)
- 12 febbraio - Alan Dugan, poeta statunitense († 2003)
- 12 febbraio - Elli Michler, poetessa tedesca († 2014)
- 12 febbraio - Gennarino Ottogalli, calciatore italiano († 2013)
- 12 febbraio - Mel Powell, compositore e docente statunitense († 1998)
- 12 febbraio - Emanuele Terrana, politico italiano († 1979)
- 12 febbraio - Carla Vasio, scrittrice e poetessa italiana
- 12 febbraio - Lorenzo Vecchiutti, multiplista italiano († 2010)
- 12 febbraio - Franco Zeffirelli, regista, sceneggiatore e scenografo italiano († 2019)
- 13 febbraio - Ezio Bienaimé, architetto italiano († 2002)
- 13 febbraio - Dan Kraus, cestista statunitense († 2012)
- 13 febbraio - Chuck Yeager, aviatore statunitense († 2020)
- 14 febbraio - Juan Acuña, calciatore spagnolo († 2001)
- 14 febbraio - Andrea Bonomi, calciatore italiano († 2003)
- 14 febbraio - Nino Chiovini, partigiano, scrittore e storico italiano († 1991)
- 14 febbraio - Joy Lofthouse, aviatrice e insegnante britannica († 2017)
- 14 febbraio - Vittorio Parenti, politico e partigiano italiano († 2000)
- 14 febbraio - Bruna Parmesan, costumista italiana († 2020)
- 14 febbraio - Miljenko Smoje, scrittore, giornalista e sceneggiatore croato († 1995)
- 15 febbraio - Adolfo, stilista cubano († 2021)
- 15 febbraio - Elena Bonnėr, attivista e medico sovietica († 2011)
- 15 febbraio - Luis Carmona, pentatleta cileno († 2019)
- 15 febbraio - Keene Curtis, attore e doppiatore statunitense († 2002)
- 16 febbraio - Angelo Arrigoni, rugbista a 15 italiano († 2014)
- 16 febbraio - Bela Palfi, calciatore e allenatore di calcio jugoslavo († 1995)
- 16 febbraio - Vincenzo Rossello, ciclista su strada italiano († 1989)
- 16 febbraio - Alfred Stork, militare tedesco († 2018)
- 16 febbraio - Samuel Willenberg, scultore, scrittore e superstite dell'Olocausto polacco († 2016)
- 17 febbraio - Giuseppe Ajmone, pittore italiano († 2005)
- 17 febbraio - John Marco Allegro, saggista e docente britannico († 1988)
- 17 febbraio - Norm Baker, cestista e giocatore di lacrosse canadese († 1989)
- 17 febbraio - Ninu Calleja, calciatore maltese († 2007)
- 17 febbraio - Giovanni Consiglio, tenore italiano († 2012)
- 17 febbraio - Buddy DeFranco, clarinettista, compositore e direttore d'orchestra statunitense († 2014)
- 17 febbraio - Dorothy Ferguson, giocatrice di baseball canadese († 2002)
- 17 febbraio - Jun Fukuda, regista giapponese († 2000)
- 17 febbraio - Abdel Rahman Hafez, cestista egiziano († 1984)
- 17 febbraio - Hwang Jang-yop, politico nordcoreano († 2010)
- 18 febbraio - Dante Cattaneo, calciatore italiano
- 18 febbraio - Angelo Jovine, politico italiano († 1999)
- 18 febbraio - Allan Melvin, attore e doppiatore statunitense († 2008)
- 18 febbraio - Ovidio Sarra, musicista, direttore d'orchestra e compositore italiano († 1980)
- 19 febbraio - Adriano Bompiani, chirurgo, ginecologo e politico italiano († 2013)
- 19 febbraio - Tommy Byrnes, cestista statunitense († 1981)
- 19 febbraio - Giulio Cabianca, pilota automobilistico italiano († 1961)
- 19 febbraio - Giovanni Dolino, partigiano, politico e scrittore italiano († 2002)
- 19 febbraio - Miroslav Dostál, cestista cecoslovacco († 2015)
- 19 febbraio - Bruno Rosettani, cantante e produttore discografico italiano († 1991)
- 20 febbraio - Forbes Burnham, politico guyanese († 1985)
- 20 febbraio - Helen Murray Free, chimica statunitense († 2021)
- 20 febbraio - Joaquim Machado, calciatore portoghese († 2015)
- 20 febbraio - Piero Ricci, calciatore italiano († 1982)
- 20 febbraio - Vladimír Venglár, calciatore cecoslovacco († 1977)
- 21 febbraio - Charles Adcock, calciatore inglese († 1998)
- 21 febbraio - Giorgio Cattaneo, pattinatore di velocità su ghiaccio italiano († 1998)
- 21 febbraio - Nella Marcellino, politica, sindacalista e partigiana italiana († 2011)
- 21 febbraio - Vittoria Martello, attrice italiana († 2016)
- 21 febbraio - Connie O'Connor, cestista e giocatore di baseball statunitense († 2014)
- 21 febbraio - Elio Rosati, politico italiano († 2016)
- 21 febbraio - Charles Howard, XII conte di Carlisle, nobile e militare inglese († 1994)
- 22 febbraio - François Cavanna, scrittore e disegnatore francese († 2014)
- 22 febbraio - Joseph Didden, ciclista su strada belga († 1998)
- 22 febbraio - Victor Feller, calciatore lussemburghese († 1997)
- 22 febbraio - Gigliola Frazzoni, soprano italiano († 2016)
- 22 febbraio - Margherita Mo, partigiana italiana († 2022)
- 22 febbraio - Bruno Novello, calciatore italiano († 1990)
- 22 febbraio - Norman Smith, produttore discografico e batterista britannico († 2008)
- 22 febbraio - Bleddyn Williams, giornalista, dirigente sportivo e rugbista a 15 britannico († 2009)
- 23 febbraio - Rafael Addiego Bruno, avvocato e politico uruguaiano († 2014)
- 23 febbraio - Robert Bellah, sociologo statunitense († 2013)
- 23 febbraio - Hal Cooper, regista statunitense († 2014)
- 23 febbraio - Renato De Carmine, attore italiano († 2010)
- 23 febbraio - Nives Gessi, politica, partigiana e sindacalista italiana († 1994)
- 23 febbraio - Iōannīs Grivas, politico e magistrato greco († 2016)
- 23 febbraio - Takeo Kajiwara, giocatore di go giapponese († 2009)
- 23 febbraio - Dante Lavelli, giocatore di football americano statunitense († 2009)
- 23 febbraio - Valentino Martinelli, storico dell'arte e critico d'arte italiano († 1999)
- 23 febbraio - Hugo Prono, pallanuotista argentino († 1970)
- 23 febbraio - Muriel Smith, mezzosoprano e attrice statunitense († 1985)
- 23 febbraio - Giovanni Spezia, politico e partigiano italiano († 1994)
- 24 febbraio - Franco D'Attoma, imprenditore e dirigente sportivo italiano († 1991)
- 24 febbraio - Carole Gallagher, attrice statunitense († 1966)
- 24 febbraio - Maurice Garrel, attore francese († 2011)
- 24 febbraio - Alanna Knight, scrittrice e drammaturga britannica († 2020)
- 24 febbraio - Park Nam-ok, regista, attrice e sceneggiatrice sudcoreana († 2017)
- 24 febbraio - Salvatore Ruta, religioso e scrittore italiano († 2002)
- 24 febbraio - Fred Steiner, compositore, direttore d'orchestra e arrangiatore statunitense († 2011)
- 24 febbraio - Angelo Uboldi, calciatore italiano († 2006)
- 25 febbraio - Eta Boeriu, scrittrice, poetessa e traduttrice rumena († 1984)
- 25 febbraio - Jón Örn Jónasson, calciatore islandese († 1983)
- 25 febbraio - Antimo Negri, filosofo italiano († 2005)
- 25 febbraio - Ivo Štakula, pallanuotista jugoslavo († 1958)
- 25 febbraio - Jacob Taubes, insegnante, filosofo e rabbino austriaco († 1987)
- 25 febbraio - Gene Vance, cestista, allenatore di pallacanestro e dirigente sportivo statunitense († 2012)
- 25 febbraio - Giombattista Xiumè, politico e medico italiano († 2012)
- 25 febbraio - Andrea Zenesini, imprenditore e dirigente sportivo italiano († 1984)
- 26 febbraio - Giuseppe Borzellino, magistrato italiano († 2000)
- 26 febbraio - Nino Dal Fabbro, attore, doppiatore e regista italiano († 1980)
- 26 febbraio - Isaurinha Garcia, cantante brasiliana († 1993)
- 26 febbraio - Guy Lefrant, cavaliere francese († 1993)
- 26 febbraio - Fulvio Martini, ammiraglio italiano († 2003)
- 26 febbraio - Jim Spruill, giocatore di football americano, allenatore di football americano e cestista statunitense († 2006)
- 26 febbraio - Augusto Timoteo Vandor, sindacalista argentino († 1969)
- 27 febbraio - Flavio Cecconi, calciatore italiano († 2001)
- 27 febbraio - Dexter Gordon, sassofonista statunitense († 1990)
- 28 febbraio - Silla Bettini, attore italiano († 2003)
- 28 febbraio - Liberato Bronzuto, politico italiano († 2008)
- 28 febbraio - Jean Carson, attrice statunitense († 2005)
- 28 febbraio - Charles Durning, attore statunitense († 2012)
- 28 febbraio - Valentina Kopylova, cestista sovietica († 1997)
- 28 febbraio - Angelo Landi, politico italiano († 2020)
- 28 febbraio - Gyo Obata, architetto statunitense († 2022)
- 28 febbraio - Rudolf Pellar, attore, cantante e traduttore cecoslovacco († 2010)
- 28 febbraio - José Quaglio, attore e regista italiano († 2007)